# Scott English
Scott Garrison English (Evanston, 20 ottobre 1950) è un ex cestista statunitense, professionista nella NBA e nella ABA.

## Carriera
Venne selezionato dai Phoenix Suns al terzo giro del Draft NBA 1972 (33ª scelta assoluta).